# 孫覺

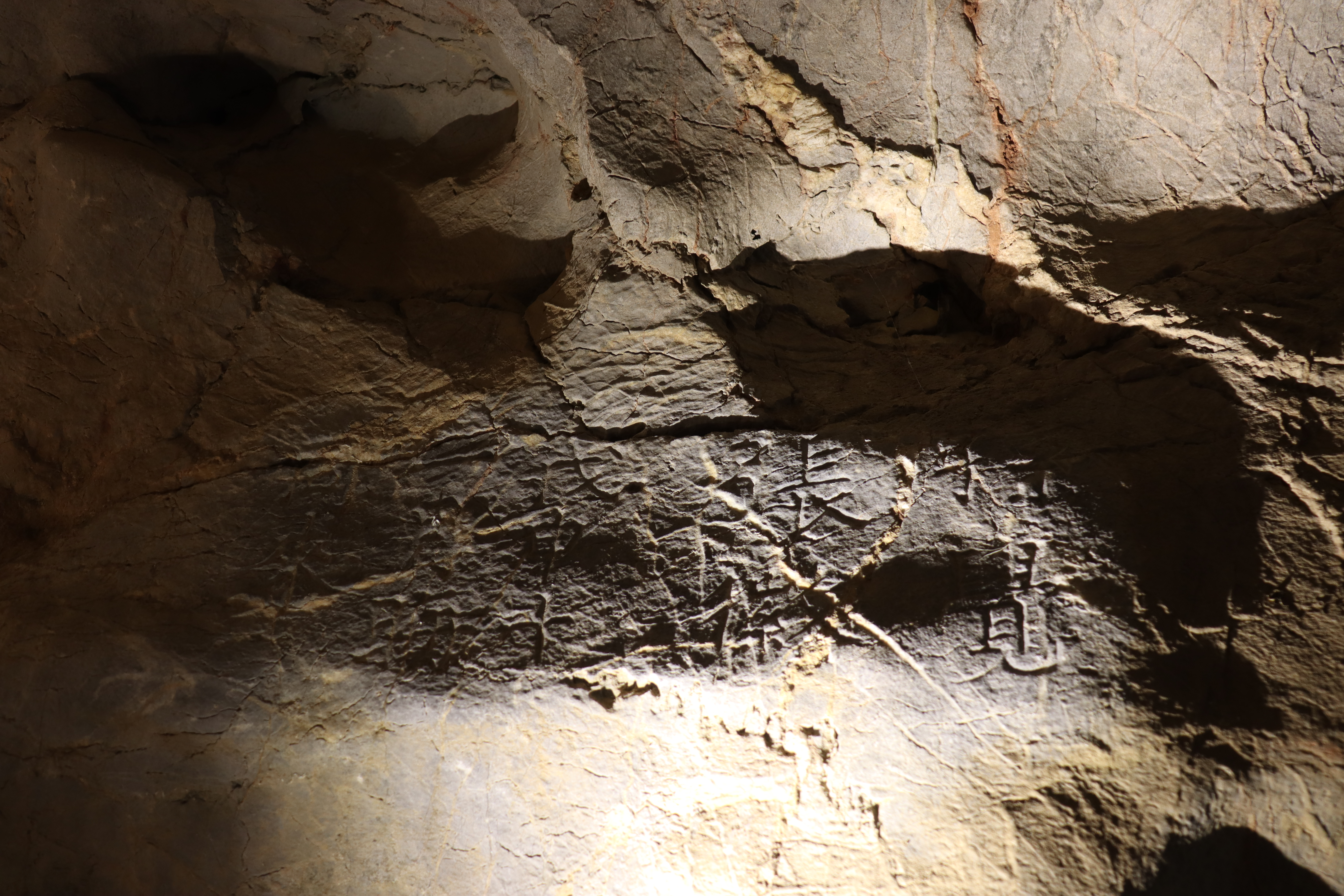
孫覺與張徽于熙寧元年戊申（1068），在杭州飛來峰青林洞的題名。

孙觉（1028年—1090年3月6日），字莘老，高邮（今金湖县境内）人，北宋官員。
孙勉、孙览之兄。生于宋仁宗天圣六年（1028年），早年師從胡瑗、陈襄。皇祐元年（1049年）進士及第，與苏轼、王安石友好。與李常齊名，嘉祐六年（1061年），以女兒蘭溪嫁李常侄黄庭坚為妻。孙觉因反對青苗法病民，被罷黜，離京知廣德軍。熙寧四年（1071年）十一月，移守湖州太守。熙寧六年三月，再徙廬州，改右司谏。以祖母丧守制回高邮。朝廷以其叔父尚在，有司以新令，诏命改知潤州（今江苏镇江）。又为苏州、福州知事。元豐四年，知應天府。入京为太常少卿、秘书少监。哲宗即位，迁右谏议。終官御史中丞。元祐五年二月初三日（1090年3月6日），在李常卒後一日亦逝。

## 延伸阅读
[在维基数据编辑]
 《宋史/卷344》，出自脱脱《宋史》